# Launch Vehicle Digital Computer

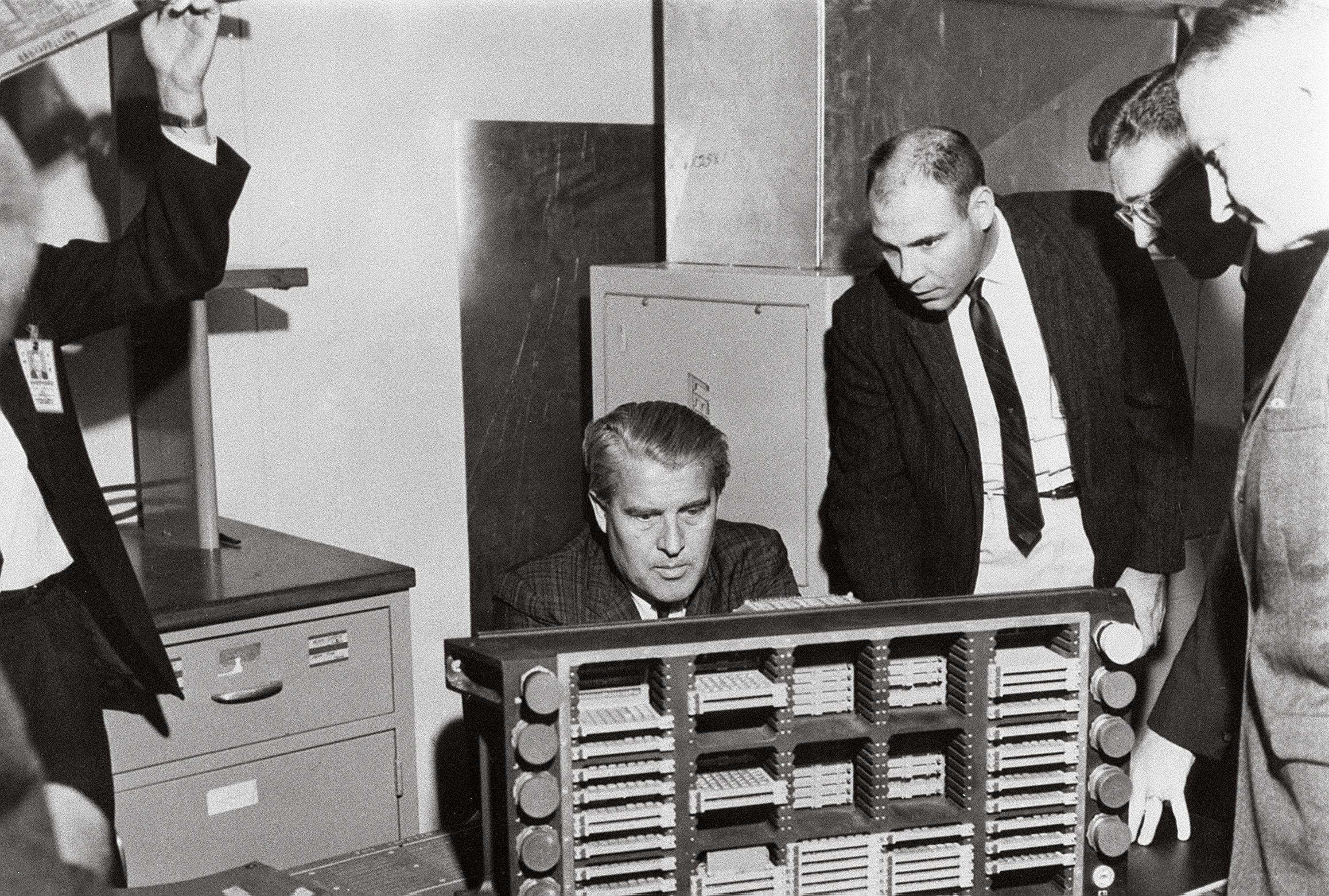
Launch Vehicle Digital Computer mit entfernter Abdeckung

Der Launch Vehicle Digital Computer (LVDC) war der Steuercomputer der Saturn-V- und Saturn-IB-Raketen. Die Hauptaufgabe des LVDC war die Flugregelung der Saturn vom Start bis zum Erreichen der Erdumlaufbahn. Darüber hinaus unterstützte er vor und nach dem Start Funktionstests einzelner Saturn-Komponenten. Er war einer der Hauptbestandteile der sogenannten Instrument Unit, einer Anordnung von Geräten innerhalb eines ringförmigen Strukturbauteiles der Rakete, das zwischen der S-IVB-Stufe (eingesetzt als dritte Stufe der Saturn V bzw. zweite Stufe der Saturn IB) und der jeweiligen Nutzlast angeordnet war. Entwickelt und gebaut wurde der LVDC von der IBM Federal Systems Division.

## Beschreibung

### Hardware

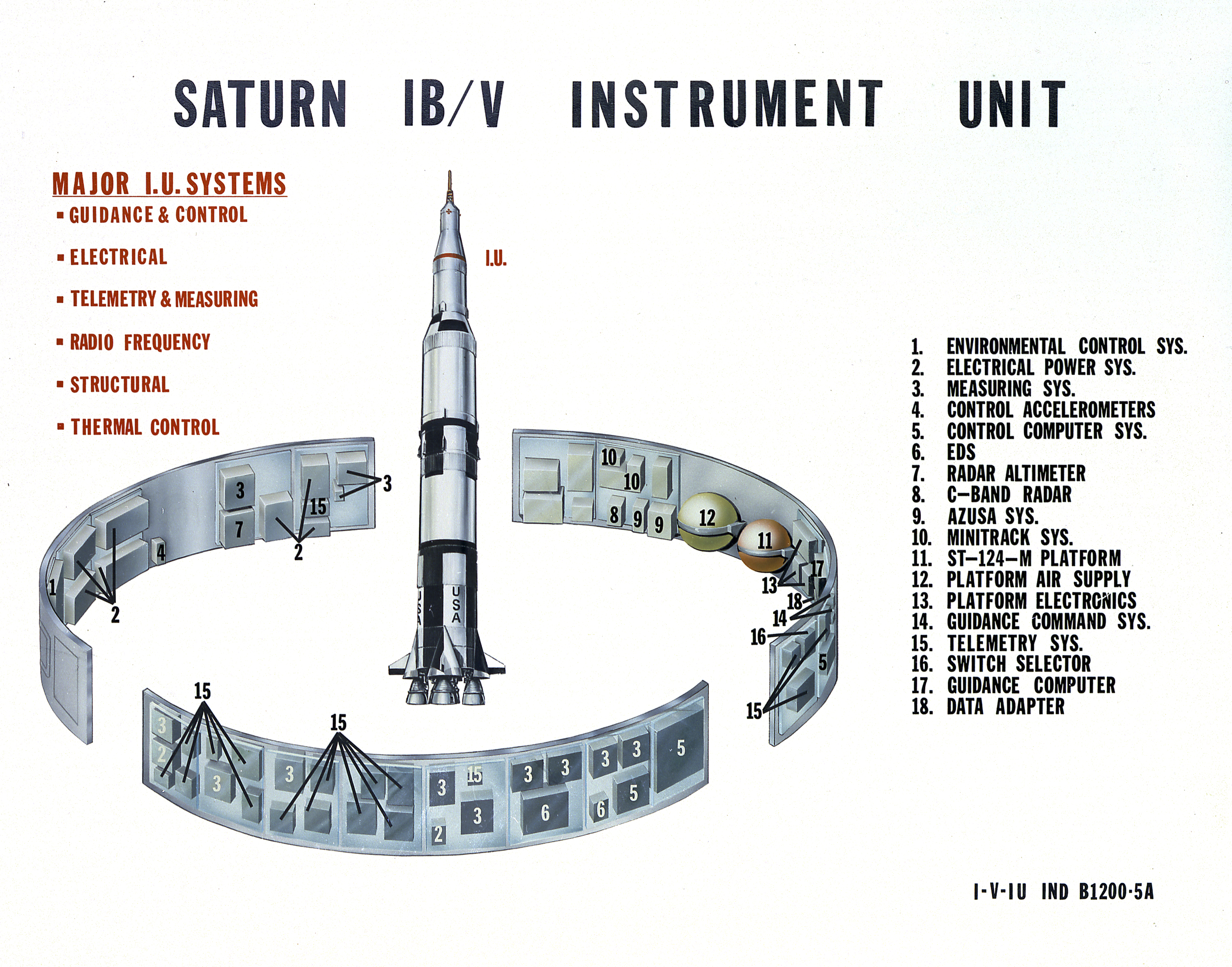
Lage der instrument unit mit dem LVDC

Der LVDC arbeitete mit einer Taktfrequenz von 2,048 MHz (eine Addition benötigte eine Zeit von 82 μs). Sein Speicher – der als Ringkernspeicher aufgebaut war – hatte eine Maximalkapazität von 32.768 28-Bit-Datenworten in Speichermodulen zu je 4096 Datenworte. Der LVDC arbeitete mit 26-Bit-Datenworten (25 Bit Daten und 1 Vorzeichenbit) mit 2 zusätzlichen Paritätsbits zur Fehlererkennung. Die Anweisungen hatten eine Länge von 13 Bit mit einem Paritätsbit. Dadurch passten zwei Anweisungen in ein Datenwort, wodurch die Programme weniger Speicherplatz benötigten, was aufgrund der geringen Speicherkapazität vorteilhaft war.
Aus Gründen der Zuverlässigkeit war beim LVDC die Logik in sieben Stufen organisiert und auf jeder Stufe dreifach redundant ausgelegt mit nachgeschaltetem Voting-System. Dies bedeutete, dass auf jeder der sieben Stufen eines von drei Logikmodulen ausfallen konnte, und der LVDC trotzdem ein korrektes Ergebnis produzierte. Dadurch hatte der LVDC eine voraussichtliche Zuverlässigkeit von 99,6 % bei 250 Betriebsstunden.
Der LVDC hatte eine Größe von 74 cm × 32 cm × 27 cm, wog 35 kg und hatte eine Leistungsaufnahme von 137 W.

### Software
Die 13 Bit großen Softwareanweisungen des LVDC bestanden aus einem 4 Bit großen Operator und einem 4 Bit großen Adressfeld. Damit waren 16 verschiedene Anweisungen möglich. Da es aber 18 Anweisungen gab, benutzten drei Anweisungen den gleichen Operator und zwei Bit des Adressfelds um festzulegen, welche der drei Anweisungen ausgeführt werden sollte.